# Trachystoma ballii
Trachystoma ballii är en korsblommig växtart som beskrevs av Otto Eugen Schulz. Trachystoma ballii ingår i släktet Trachystoma och familjen korsblommiga växter. Inga underarter finns listade i Catalogue of Life.